# Seleute
Seleute (toponimo francese) è una frazione di 72 abitanti del comune svizzero di Clos du Doubs, nel Canton Giura (distretto di Porrentruy).

## Storia

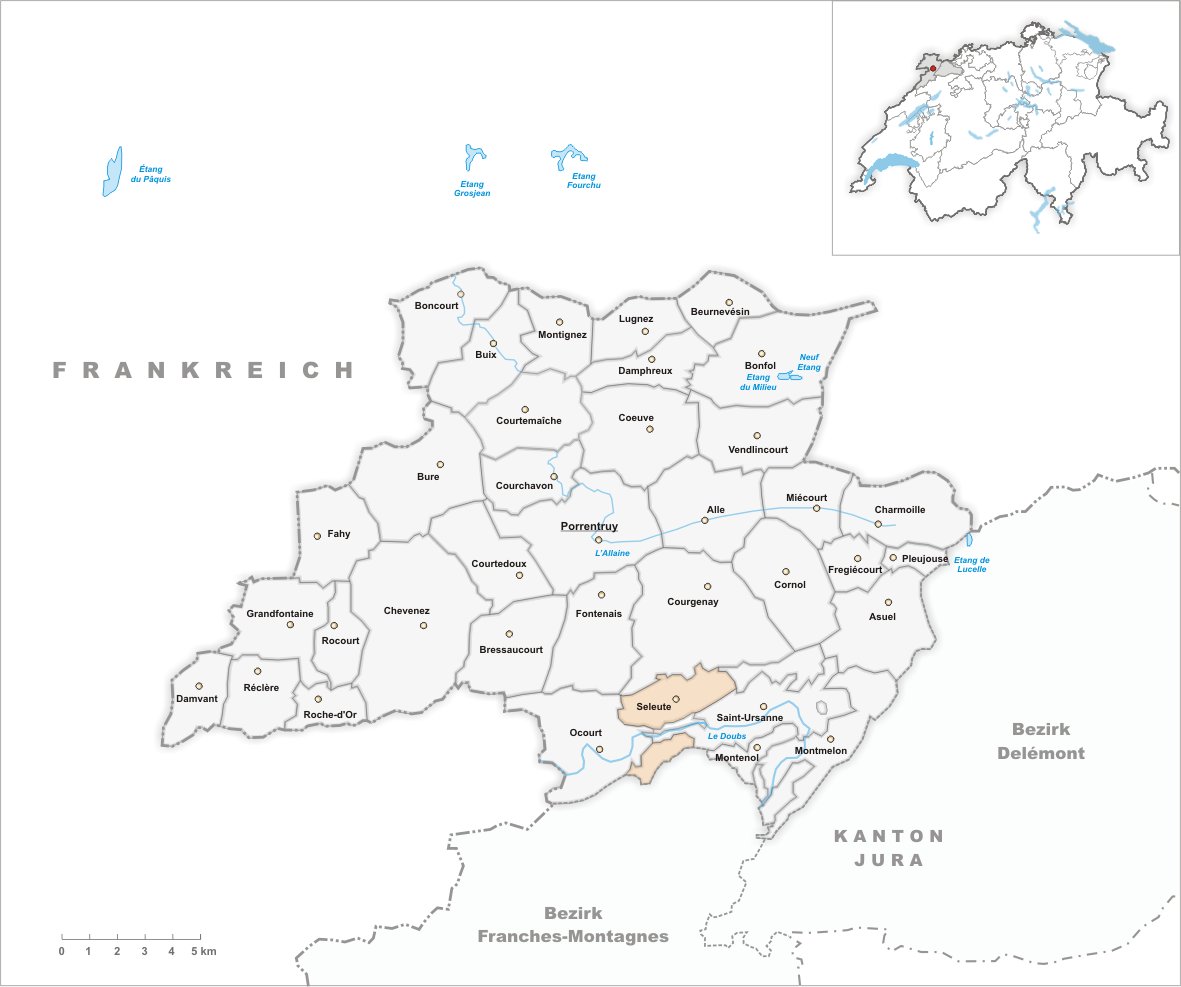
Il territorio del comune di Seleute prima degli accorpamenti comunali del 2009

Già comune autonomo che si estendeva per 6,81 km² e che comprendeva anche le frazioni di La Cernie Dessous, La Cernie Dessus e Monnat, il 1º gennaio 2009 è stato accorpato agli altri comuni soppressi di Epauvillers, Epiquerez, Montenol, Montmelon, Ocourt e Saint-Ursanne per formare il nuovo comune di Clos du Doubs.

## Monumenti e luoghi d'interesse

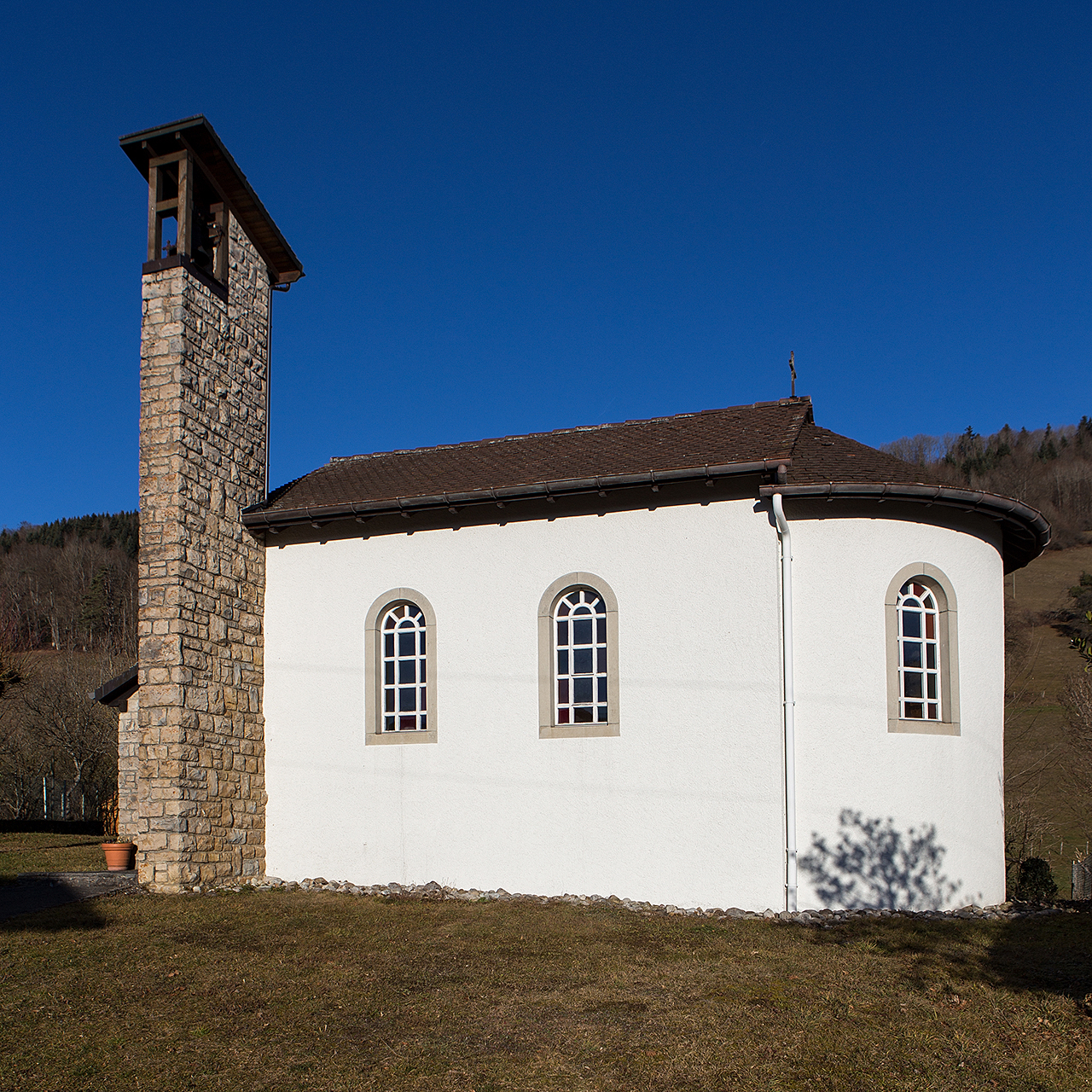
La cappella cattolica

- Cappella cattolica.

## Società

### Evoluzione demografica
L'evoluzione demografica è riportata nella seguente tabella:
Abitanti censiti

## Amministrazione
Dal 1836 comune politico e comune patriziale erano uniti nella forma del commune mixte.